# Saint-Martin-le-Châtel

Saint-Martin-le-Châtel este o comună în departamentul Ain din estul Franței.